# Bo Burnham

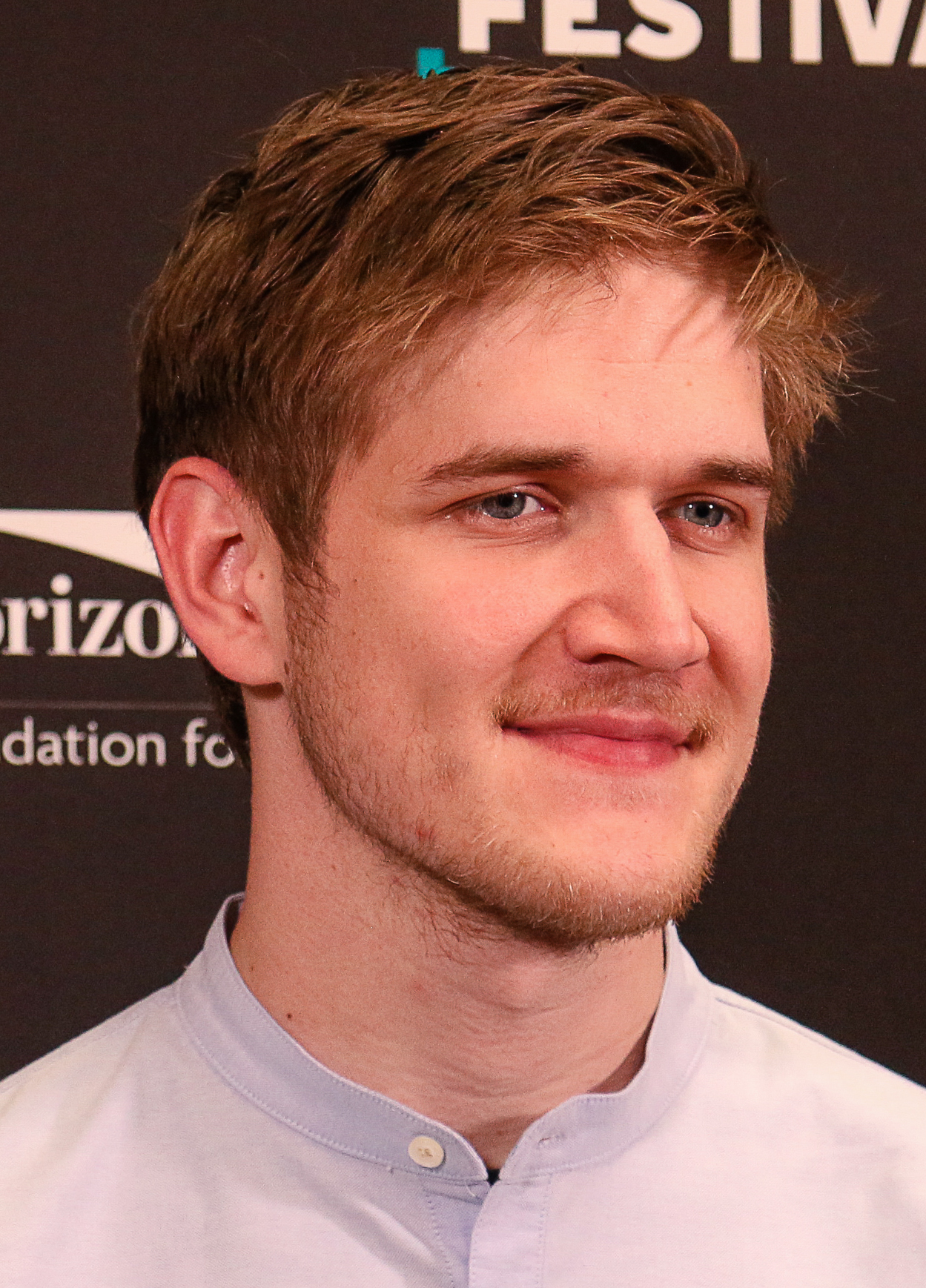
Burnham 2018 auf dem Montaclair Film Festival

Robert Pickering „Bo“ Burnham (* 21. August 1990 in Beverly, Massachusetts) ist ein US-amerikanischer Komiker, Filmemacher und Musiker.

## Leben
Robert Pickering Burnham wurde in Hamilton (Massachusetts) als Kind der Hospiz-Krankenschwester Patricia und des Bauunternehmers Scott Burnham geboren. Er hat eine ältere Schwester namens Samm und einen älteren Bruder namens Pete, welche beide im väterlichen Bauunternehmen tätig sind. 2008 absolvierte er die St. John’s Preparatory School in Danvers (Massachusetts), wo er bei Theateraufführungen mitwirkte und sich in der kirchlichen Schülergruppe engagierte. Er wurde anschließend für den Studiengang experimentelles Theater der Tisch School of the Arts der New York University zugelassen. Dies verschob er allerdings zunächst, um eine Karriere als Komiker zu starten.
Bekannt wurde er im Internet, als er im Dezember 2006 sein Lied My Whole Family auf YouTube veröffentlichte. Bis Mai 2009 wurde das Lied über 3,6 Millionen Mal aufgerufen. Innerhalb eines Jahres veröffentlichte Bo Burnham elf weitere Lieder auf YouTube und MySpace, die bis März 2009 insgesamt 37 Millionen Aufrufe erhielten.
Im Juni 2008 wurde sein erstes Album Bo Fo Sho von dem Label Comedy Central Records auf iTunes und Amazon veröffentlicht. Anfang 2009 veröffentlichte Comedy Central Records dann sein zweites Album Bo Burnham, welches neben der Musik-CD, auch eine DVD mit seinem Comedy Central Special, sowie seinen bisherigen online veröffentlichten Videos enthält.
Seit 2010 veröffentlichte er drei Comedy Specials, nämlich Words Words Words (2010), what. (2013) und Make Happy (2016). 
Burnham übernahm auch die Regie der Comedy-Specials Jerrod Carmichael: 8 (2017) und Chris Rock: Tamborine (2018). Mit Eighth Grade veröffentlichte Burnham 2018 seinen ersten Spielfilm.
Während der COVID-19-Pandemie kreierte Burnham sein viertes Special, welches er ohne Publikum oder Crew aufzeichnete. Inside wurde am 30. Mai 2021 auf Netflix veröffentlicht und fand großen Anklang. Bei den 73. Primetime Creative Arts Emmy Awards wurde es in sechs Kategorien nominiert und gewann drei, bei den 64. Grammy Awards wurde es für den besten Musikfilm und den besten für visuelle Medien geschriebenen Song nominiert und gewann letzteren. Drei Songs aus dem Special (Bezos I, All Eyes on Me und Welcome to the Internet) schafften es in die Billboard-Charts und wurden in den USA mit Gold ausgezeichnet, ebenso wie das dazugehörige Album Inside (The Songs).
Am 30. Mai 2022, ein Jahr nach Inside, veröffentlichte Burnham 63 Minuten neues Material aus dem Special auf YouTube. Unter dem Titel The Inside Outtakes erreichte es innerhalb von drei Wochen mehr als 5,2 Millionen Aufrufe.
Bei Jerrod Carmichael: Rothaniel übernahm Burnham 2022 zum zweiten Mal die Regie eines Comedy-Specials von Jerrod Carmichael.
Er ist seit dem Jahr 2013 mit der Filmemacherin Lorene Scafaria liiert. Das Paar lebt zusammen in Los Angeles.

## Filmografie

### Schauspieler
- 2009: Yo Teach...! (Miniserie, 4 Episoden)
- 2009: Wie das Leben so spielt (Funny People)
- 2009: American Virgin
- 2011: Alles erlaubt – Eine Woche ohne Regeln
- 2012: Adventures in the Sin Bin
- 2013: Zach Stone Is Gonna Be Famous (Fernsehserie, 12 Episoden)
- 2014: Parks and Recreation (Fernsehserie, Episode 6x19)
- 2015: Kroll Show (Fernsehserie, 2 Episoden)
- 2015: Key and Peele (Fernsehserie, Episode 5x03)
- 2017: The Big Sick
- 2017: Girls’ Night Out (Rough Night)
- 2020: Promising Young Woman
- 2021: Bo Burnham: Inside (Comedy-Special)

### Regisseur
- 2013: Bo Burnham: what. (Comedy-Special)
- 2016: Bo Burnham: Make Happy (Comedy-Special)
- 2017: Jerrod Carmichael: 8 (Comedy-Special)
- 2018: Eighth Grade
- 2018: Chris Rock: Tamborine (Comedy-Special)
- 2021: Bo Burnham: Inside (Comedy-Special)
- 2022: Jerrod Carmichael: Rothaniel (Comedy-Special)
- 2022: The Inside Outtakes (Comedy-Special)
- 2022: Kate Berlant: Cinnamon in the Wind (Comedy-Special)

### Drehbuchautor
- 2010: Bo Burnham: Words, Words, Words (Comedy-Special)
- 2011: Funny as Hell (Fernsehseries, Episode 1x04)
- 2013: Zach Stone Is Gonna Be Famous (Fernsehserie, 3 Episoden)
- 2013: Bo Burnham: what. (Comedy-Special)
- 2016: Bo Burnham: Make Happy (Comedy-Special)
- 2018: Eighth Grade
- 2021: Bo Burnham: Inside (Comedy-Special)
- 2022: The Inside Outtakes (Comedy-Special)

## Diskografie

### Studioalben
| Jahr | Titel Musiklabel                                               | Höchstplatzierung, Gesamtwochen, AuszeichnungChartplatzierungen (Jahr, Titel, Musiklabel, Platzierungen, Wochen, Auszeichnungen, Anmerkungen) | Höchstplatzierung, Gesamtwochen, AuszeichnungChartplatzierungen (Jahr, Titel, Musiklabel, Platzierungen, Wochen, Auszeichnungen, Anmerkungen) | Höchstplatzierung, Gesamtwochen, AuszeichnungChartplatzierungen (Jahr, Titel, Musiklabel, Platzierungen, Wochen, Auszeichnungen, Anmerkungen) | Höchstplatzierung, Gesamtwochen, AuszeichnungChartplatzierungen (Jahr, Titel, Musiklabel, Platzierungen, Wochen, Auszeichnungen, Anmerkungen) | Höchstplatzierung, Gesamtwochen, AuszeichnungChartplatzierungen (Jahr, Titel, Musiklabel, Platzierungen, Wochen, Auszeichnungen, Anmerkungen) | Anmerkungen                             |
| Jahr | Titel Musiklabel                                               | DE | AT | CH | UK | US | Anmerkungen                             |
| ---- | -------------------------------------------------------------- | --- | --- | --- | --- | --- | --------------------------------------- |
| 2009 | Bo Burnham Comedy Central Records                              | — | — | — | — | US105 (4 Wo.)US | Erstveröffentlichung: 10. März 2009     |
| 2010 | Words, Words, Words Comedy Central Records                     | — | — | — | — | US40 (2 Wo.)US | Erstveröffentlichung: 19. Oktober 2010  |
| 2013 | what. Comedy Central Records                                   | — | — | — | — | — | Erstveröffentlichung: 17. Dezember 2013 |
| 2021 | Inside (The Songs) Attic Bedroom, Imperial, Ingrooves, Mercury | DE57 (1 Wo.)DE | AT35 (11 Wo.)AT | CH97 (1 Wo.)CH | UK5 Gold · (21 Wo.)UK | US7 Platin · (31 Wo.)US | Erstveröffentlichung: 10. Juni 2021     |

### EPs
| Jahr | Titel Musiklabel                                                 | Höchstplatzierung, Gesamtwochen, AuszeichnungChartsChartplatzierungen (Jahr, Titel, Musiklabel, Platzierungen, Wochen, Auszeichnungen, Anmerkungen) | Anmerkungen                         |
| Jahr | Titel Musiklabel                                                 | UK | Anmerkungen                         |
| ---- | ---------------------------------------------------------------- | --- | ----------------------------------- |
| 2008 | Bo Fo Sho Comedy Central Records                                 | — | Erstveröffentlichung: 17. Juni 2008 |
| 2022 | The Inside Outtakes Attic Bedroom, Imperial, Ingrooves, Republic | UK68 (1 Wo.)UK | Erstveröffentlichung: 2. Juni 2022  |

### Singles
| Jahr | Titel Album                                | Höchstplatzierung, Gesamtwochen, AuszeichnungChartplatzierungen (Jahr, Titel, Album, Platzierungen, Wochen, Auszeichnungen, Anmerkungen) | Höchstplatzierung, Gesamtwochen, AuszeichnungChartplatzierungen (Jahr, Titel, Album, Platzierungen, Wochen, Auszeichnungen, Anmerkungen) | Höchstplatzierung, Gesamtwochen, AuszeichnungChartplatzierungen (Jahr, Titel, Album, Platzierungen, Wochen, Auszeichnungen, Anmerkungen) | Anmerkungen                        |
| Jahr | Titel Album                                | DE | UK | US | Anmerkungen                        |
| ---- | ------------------------------------------ | --- | --- | --- | ---------------------------------- |
| 2021 | Welcome to the Internet Inside (The Songs) | — | UK66 Silber · (7 Wo.)UK | US— PlatinUS | Erstveröffentlichung: 2021         |
| 2021 | All Eyes on Me Inside (The Songs)          | DE— aDE | UK47 Silber · (9 Wo.)UK | US— PlatinUS | Erstveröffentlichung: 2. Juli 2021 |
| 2021 | Goodbye Inside (The Songs)                 | — | — | US— GoldUS | Erstveröffentlichung: 2021         |
| 2021 | Look Who’s Inside Again Inside (The Songs) | — | UK94 (1 Wo.)UK | US— GoldUS | Erstveröffentlichung: 2021         |
| 2022 | Bezos I –                                  | DE— bDE | UK44 (7 Wo.)UK | US— PlatinUS | Erstveröffentlichung: 2022         |

### Videoalben
| Jahr | Titel      | Höchstplatzierung, Gesamtwochen, AuszeichnungChartsChartplatzierungen (Jahr, Titel, Platzierungen, Wochen, Auszeichnungen, Anmerkungen) | Anmerkungen                |
| Jahr | Titel      | US | Anmerkungen                |
| ---- | ---------- | --- | -------------------------- |
| 2009 | Bo Burnham | US— GoldUS | Erstveröffentlichung: 2009 |

## Auszeichnungen für Musikverkäufe
| Goldene Schallplatte - Neuseeland - 2022: für das Album Inside (The Songs) |

Anmerkung: Auszeichnungen in Ländern aus den Charttabellen bzw. Chartboxen sind in ebendiesen zu finden.
| Land/RegionAuszeichnungen für Musikverkäufe (Land/Region, Auszeichnungen, Verkäufe, Quellen) | Silber     | Gold     | Platin     | Verkäufe  | Quellen          |
| -------------------------------------------------------------------------------------------- | ---------- | -------- | ---------- | --------- | ---------------- |
| Neuseeland (RMNZ)                                                                            | —          | Gold1    | —          | 7.500     | radioscope.co.nz |
| Vereinigte Staaten (RIAA)                                                                    | —          | 3× Gold3 | 4× Platin4 | 5.050.000 | riaa.com         |
| Vereinigtes Königreich (BPI)                                                                 | 2× Silber2 | Gold1    | —          | 500.000   | bpi.co.uk        |
| Insgesamt                                                                                    | 2× Silber2 | 5× Gold5 | 4× Platin4 |           |                  |

## Auszeichnungen
| Jahr | Auszeichnung                     | Kategorie                                                                           | Projekt               | Ergebnis  | Ref.   |
| ---- | -------------------------------- | ----------------------------------------------------------------------------------- | --------------------- | --------- | ------ |
| 2018 | Boston Society of Film Critics   | Bester neuer Filmemacher                                                            | Eighth Grade          | Gewonnen  | [ 17 ] |
| 2018 | Chicago Film Critics Association | Bestes Original-Drehbuch                                                            | Eighth Grade          | Nominiert | [ 18 ] |
| 2018 | Chicago Film Critics Association | Vielversprechendster Filmemacher                                                    | Eighth Grade          | Nominiert | [ 18 ] |
| 2018 | Directors Guild of America Award | Hervorragende Regie – Erster Spielfilm                                              | Eighth Grade          | Gewonnen  | [ 19 ] |
| 2018 | Independent Spirit Awards 2018   | Bestes erstes Drehbuch                                                              | Eighth Grade          | Gewonnen  | [ 20 ] |
| 2018 | National Board of Review         | Bestes Regiedebüt                                                                   | Eighth Grade          | Gewonnen  | [ 21 ] |
| 2018 | New York Film Critics Circle     | Bester erster Film                                                                  | Eighth Grade          | Gewonnen  | [ 22 ] |
| 2018 | San Diego Film Critics Circle    | Bester Regisseur                                                                    | Eighth Grade          | Nominiert | [ 23 ] |
| 2018 | San Diego Film Critics Circle    | Bestes Original-Drehbuch                                                            | Eighth Grade          | Gewonnen  | [ 23 ] |
| 2018 | San Diego Film Critics Circle    | Bester Breakout-Künstler                                                            | Eighth Grade          | Nominiert | [ 23 ] |
| 2018 | Sundance Film Festival 2018      | Jury-Preis                                                                          | Eighth Grade          | Nominiert | [ 24 ] |
| 2018 | Writers Guild of America Award   | Bestes Original-Drehbuch                                                            | Eighth Grade          | Gewonnen  | [ 25 ] |
| 2020 | Hollywood Critics Association    | Bester unterstützender Schauspieler                                                 | Promising Young Woman | Nominiert | [ 26 ] |
| 2021 | Hollywood Critics Association    | Beste Streaming Sketch Serie, Variety Serie, Talk Show, oder Comedy/Variety Special | Bo Burnham: Inside    | Gewonnen  | [ 27 ] |
| 2021 | 73rd Primetime Emmy Awards       | Hervorragendes Variety Special (Aufgezeichnet)                                      | Bo Burnham: Inside    | Nominiert | [ 28 ] |
| 2021 | 73rd Primetime Emmy Awards       | Hervorragende Regie für Variety Special                                             | Bo Burnham: Inside    | Gewonnen  | [ 28 ] |
| 2021 | 73rd Primetime Emmy Awards       | Hervorragendes Drehbuch für Variety Special                                         | Bo Burnham: Inside    | Gewonnen  | [ 28 ] |
| 2021 | 73rd Primetime Emmy Awards       | Hervorragender Schnitt für Variety Programming                                      | Bo Burnham: Inside    | Nominiert | [ 28 ] |
| 2021 | 73rd Primetime Emmy Awards       | Hervorragende Musikregie                                                            | Bo Burnham: Inside    | Gewonnen  | [ 28 ] |
| 2021 | 73rd Primetime Emmy Awards       | Hervorragende Musik und Liedtexte                                                   | Bo Burnham: Inside    | Nominiert | [ 28 ] |
| 2022 | Grammy Awards                    | Best Music Film                                                                     | Bo Burnham: Inside    | Nominiert | [ 29 ] |
| 2022 | Grammy Awards                    | Best Song Written for Visual Media                                                  | "All Eyes on Me"      | Gewonnen  | [ 29 ] |
| 2022 | Libera Award                     | Best Outlier Record                                                                 | Inside (The Songs)    | Nominiert | [ 30 ] |